# Ambassade des États-Unis en Éthiopie
L'ambassade des États-Unis à Addis-Abeba est la mission diplomatique des États-Unis d'Amérique en Éthiopie.

## Histoire
L'Éthiopie et les États-Unis ont établi des relations diplomatiques le 27 décembre 1903, lorsque le roi Menelik II d'Éthiopie et le représentant américain Robert P. Skinner ont signé un traité de commerce,. La première légation américaine en Éthiopie a été établie le 6 juillet 1909, Hoffman Philip présentant ses lettres de créance à Addis-Abeba.
Début mai 1936, une attaque contre l’ambassade des États-Unis eut lieu. L'Italie envahit l'Éthiopie et occupa Addis-Abeba le 6 mai 1936, provoquant le retrait de la représentation diplomatique américaine en Éthiopie et la fermeture de la légation américaine. Le ministre résident et consul général des États-Unis, Cornelius Van H. Engert, quitta le pays le 4 mars 1937 et le consulat fut fermé le 31 mars 1937. La légation américaine a été rouverte le 31 août 1943 après six d'absence. Le 28 juin 1949, la légation fut élevée au rang d'ambassade, l'ambassadeur George Robert Merrell présentant ses lettres de créance. La légation éthiopienne aux États-Unis a été élevée au rang d'ambassade le 27 septembre 1949.
Tout au long de la guerre froide, les relations entre les deux nations étaient tendues alors que l’Éthiopie s’alignait sur l’Union soviétique. Les relations ont commencé à s’améliorer considérablement après la chute du régime communiste de Mengistu en 1991.
En 2011, les États-Unis ont inauguré à Addis-Abeba ce qui est devenue la plus grande ambassade américaine en Afrique subsaharienne. L'ambassade est voisine de la mission des États-Unis auprès de l'Union africaine.